# Charles McDowell
Charles Samuel McDowell Jr. (* 17. Oktober 1871 in Eufaula, Alabama; † 22. Mai 1943) war ein US-amerikanischer Politiker (Demokratische Partei) und zwischenzeitlicher Gouverneur von Alabama.

## Leben
Charles McDowell besuchte Privatschulen in Eufaula, graduierte an der University of Alabama und eröffnete dann im Oktober 1897 eine eigene Anwaltspraxis in Eufaula. Er entschloss sich 1908 eine politische Laufbahn einzuschlagen, indem er für das Amt des Bürgermeisters von Eufaula kandidierte und gewählt wurde, ein Amt, das er bis 1912 innehatte. Darüber hinaus war er 1912 Delegierter bei der Democratic National Convention in Baltimore, Moderator der presbyterianischen Synode von Alabama, Worshipful Master, Harmony Lodge, Masons, ein Ritter der Pythias, ein Redman, Woodman of the World, ein Mitglied der Delta Kappa Epsilon Bruderschaft, sowie des Kiwanis Clubs. Ferner war er von 1915 bis 1916 Präsident des Anwaltsverbands von Alabama. Danach wurde er 1918 als Vertreter des 14. Bezirks in den Senat von Alabama gewählt. Er war Captain der Eufaula Rifles, und Colonel in den Stäben der Gouverneure Samford, Jelks und Henderson.
McDowell war von 1923 bis 1927 Vizegouverneur von Alabama, wobei er vom 10. bis zum 11. Juli 1923 zwischenzeitlicher Gouverneur war, als sich der amtierende Gouverneur William W. Brandon für 21 Tage außerhalb des Staates befand. Die Staatsverfassung von Alabama verlangt, wenn ein amtierender Gouverneur sich für mehr als 20 Tage außerhalb des Staates befindet, dass dessen Stellvertreter die Amtsgeschäfte bis zu seiner Rückkehr übernimmt.
McDowell verstarb am 22. Mai 1943 und wurde auf dem Fairview Cemetery in Eufaula beigesetzt. Er hatte am 15. Oktober 1902 in Eufaula Caroline Dent geheiratet.